# أوليفيا نيوتن بندي
أوليفيا نيوتن بندي (بالإنجليزية: Olivia Newton Bundy)‏ هو موسيقي أمريكي، ولد في 31 مارس 1968.

## وصلات خارجية
- أوليفيا نيوتن بندي على موقع ميوزك برينز (الإنجليزية)
- أوليفيا نيوتن بندي على موقع ديسكوغز (الإنجليزية)